# Boys Over Flowers
Boys Over Flowers (hangul: 꽃보다 남자; RR: Kkotboda namja) är en sydkoreansk TV-serie från 2009 som sändes på KBS2.

## Roller
- Ku Hye-sun som Geum Jan-di
- Lee Min-ho som Goo Jun-pyo
- Kim Hyun-joong som Yoon Ji-hoo
- Kim Sang Bum som So Yi-jung
- Kim Joon som Song Woo-bin
- Kim So-eun som Chu Ga-eul

### Fotnoter
Den här artikeln är helt eller delvis baserad på material från engelskspråkiga Wikipedia, Boys Over Flowers (TV series), tidigare version.